# Tretopileus
Tretopileus — рід грибів родини Corticiaceae. Назва вперше опублікована 1946 року.

## Класифікація
Згідно з базою MycoBank до роду Tretopileus відносять 3 види:
- Tretopileus indicus
- Tretopileus opuntiae
- Tretopileus sphaerophorus

## Поширення та середовище існування
Зростає у Африці та США.